# Hymne de glorification
Hymne de glorification, op. 331, est une œuvre pour piano de Darius Milhaud composée en 1953-1954.

## Présentation
Témoignage de la « religiosité profonde » de Milhaud, Hymne de glorification est composé à Paris entre le 20 décembre 1953 et le 5 janvier 1954,,.
Dédiée à Nadia Boulanger, l'œuvre, « page grandiose », est créée par Zadel Skolovsky au Museum de Détroit en décembre 1954,.
La durée moyenne d'exécution de la pièce est de sept minutes environ.
Pour Guy Sacre, avec ses « huit pages éprouvantes, tant dans leurs moments de rudesse que dans leurs soudaines accalmies », l'œuvre est « sans doute la plus difficile d'approche de tout le catalogue de Milhaud ».
Pour Paul Collaer, ce « pourrait être le couronnement » du cycle du Candélabre à sept branches : « glorification de Dieu, dont la véhémence peut être interprétée comme une paraphrase de certains Psaumes ».
La partition est publiée en 1954 par Eschig,. Dans le catalogue des œuvres de Darius Milhaud, Hymne de glorification porte le numéro d'opus 331,.